# Gungywamp
Koordinaten: 41° 23′ 24″ N, 72° 3′ 36″ W

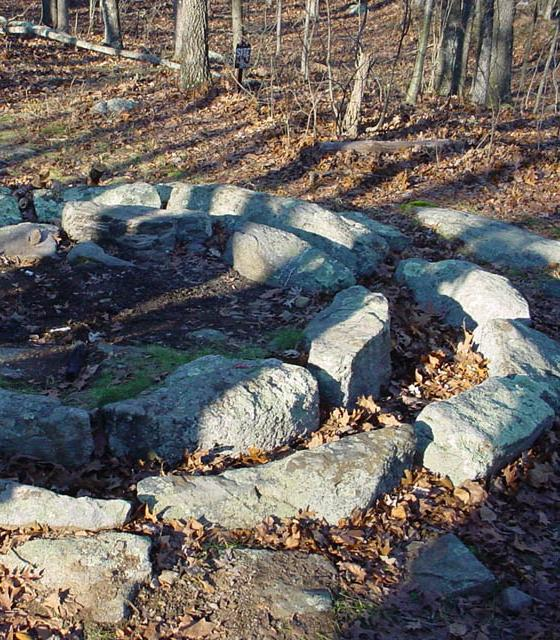
Der Gungywamp-Steinkreis

Gungywamp ist eine 4 ha umfassende archäologische Fundstätte, die sich etwa 2 km entfernt von Groton im US-Bundesstaat Connecticut befindet. Dort wurden einerseits Artefakte der dort lebenden Indianer auf die Zeit zwischen 2000 und 770 v. Chr. datiert, andererseits fanden sich dort Überreste der Kolonialzeit.
Nördlich von zwei Steinkammern befindet sich ein Steinkreis aus 21 in zwei konzentrischen Kreisen angeordneten Steinen von insgesamt mehr als drei Metern Durchmesser. Die liegenden Steine wurden als Lohmühle gedeutet, mit deren Hilfe Tannin zur Lederverarbeitung gewonnen, bzw. Pergament hergestellt wurde. Diese Vogt Indian Ledge Shelter Site wurde in den 1980er und frühen 90er Jahren bis zu einer Tiefe von 95 cm ausgegraben, wo man auf den Felsuntergrund stieß. David Barron, 1979 Gründer der Gungywamp Society, leitete die Ausgrabungen, wobei er sich mit dem Connecticut State Archaeologist Dr. Nicholas Bellantoni beriet.  
In 25 cm Tiefe fand man Tonartefakte der späten Waldlandphase, die aus der Zeit zwischen 1200 und 1600 stammten. Darunter fanden sich Pfeilspitzen, sogenannte Susquehanna Points aus der Zeit zwischen 1500 und 500 v. Chr., wobei einige organische Überreste auf etwa 770 v. Chr. datiert werden konnten. Auf der Höhe des Felsbodens ließen sich keine datierbaren Überreste finden, so dass nicht klar ist, wie alt die dort gefundenen Klingenbruchstücke und zerborstenen Steine sind, die offenbar großer Feuerhitze ausgesetzt worden waren. Sie reichen möglicherweise bis in die Zeit um 2000 v. Chr. oder weiter zurück.   
In einem Kellerraum, dem "Calendar" Chamber, ließ sich die Tagundnachtgleiche ablesen, denn zu dieser Zeit wurde durch ein Loch in der Westwand eine Wandnische vom Sonnenlicht erreicht. Etwas weiter entfernt fand sich eine Reihe aufrecht stehender Steine, die sich nord-südwärts erstreckten. Auf einem fand sich das eingeritzte Bild eines Vogels mit ausgestreckten Flügeln. Einer der großen Steine ist der sogenannte Echo Rock, den während der letzten Eiszeit Gletscher hierher brachten.
Daneben wurden zahlreiche Pfeilspitzen, Abschläge und Tonscherben gefunden. Auch aus der Kolonialzeit fanden sich Tonwaren, Knöpfe, Münzen, Flaschen und Fensterglas, Pfeifen, Ziegel und Tierknochen, vor allem von Schafen. Wenige Artefakte fanden sich in den kleinen Häusern aus Lesesteinen, die in der frühen Kolonialzeit entstanden waren. So bewohnte eine „Jungfer“ Johanna Adams das Häuschen ihres Vaters. In der Nähe der Herdstelle fand man eine Münze von 1742 mit der Inschrift „GEORGIUS“. Dabei deutete das „U“ im Namen des Königs darauf hin, dass es sich um eine amerikanische Prägung handelt, denn in England bevorzugte man das „V“. Eine kleine Kammer wird heute als Eishaus gedeutet, das zum Lagern des Kühlmittels in der warmen Jahreszeit diente.
Im Nordkomplex fand sich ein rechteckiger Wallabsatz, in dem Archäologen auf drei Seiten Baumstämme fanden, die auf einen indigenen Bau aus jungen Stämmen hinwiesen. Zwei Herdstellen erhärteten diese Annahme. In der Nähe befand sich ein längliches Hügelgrab, das in der Mitte breit und an den Spitzen schmal war. Auf dem Grab standen drei aufragende Steine. Insgesamt entdeckte man im Umkreis 19 dieser Gräber, weitere befanden sich auf in der Umgebung verstreuten Felsen. Hinzu kommen drei einzelne, menhirartige Steine.
Im 17. Jahrhundert gehörte das Gebiet offenbar Söhnen des Gouverneurs John Winthrop und einer Familie Christopher, die hier Eisen gewannen. Im frühen 20. Jahrhundert siedelten sich einige Narragansett oder Pequot auf dem Gelände an. 
Die historische Phantasie regten vor allem die eingetieften Kammern an, von denen man annahm, dass sie von irischen Mönchen stammten. 
1979 wurde die Gungywamp Society gegründet. Die Zugangserlaubnis zur Stätte erteilt das Denison Pequotsepos Nature Center.